# Banderolentaler

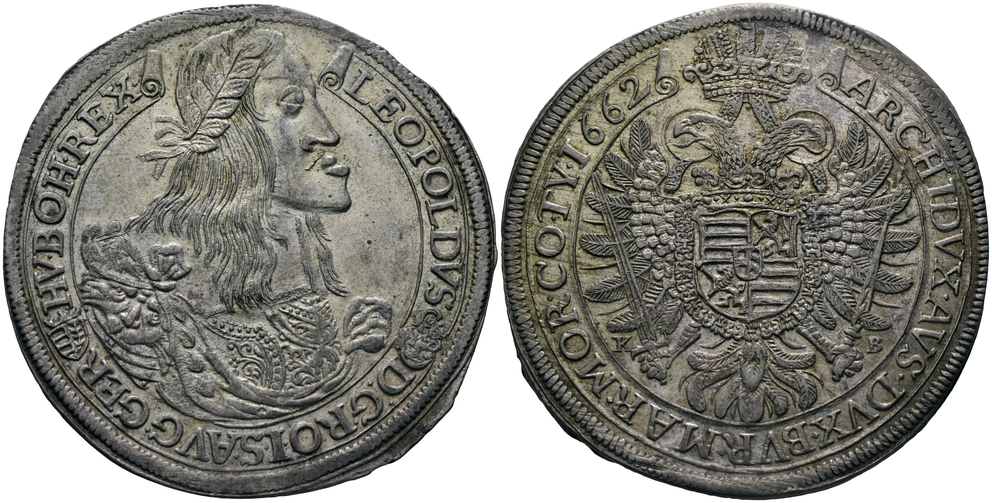
Banderolentaler Leopolds I. von 1662 aus der Münzstätte Kremnitz (Silber; Durchmesser 48,3 mm; 28,73 g)

Banderolentaler ist eine Sammlerbezeichnung für die Talermünzen Kaiser Leopolds I. (1658–1705), die in den Jahren 1662 und 1663 in der Münzstätte Kremnitz geprägt wurden. Der Talername ist auf die oben eingerollten Banderolen bezogen, auf denen sich die Vorder- und Rückseitenumschrift befinden.

## Münzbeschreibung
Der abgebildete sogenannte Banderolentaler von 1662 ist ein Reichstaler mit dem Münzzeichen KB aus der Münzstätte Kremnitz. Wegen des großen Durchmessers von 48,3 mm ist der Taler ein breiter Taler. Das silberne Gepräge wiegt 28,73 g.

### Vorderseite
Die Vorderseite zeigt das drapierte Brustbild Kaiser Leopolds I. aus dem Haus Habsburg mit Lorbeerkranz.
- Umschrift: LEOPOLDVS [Madonna] D(ei):G(ratia)۰RO(manorum)۰I(mperator)۰S(emper)۰AVG(ustus)۰GER(maniae) [Wappen] HV(ngariae)۰BOH(emiae)۰REX۰
- Übersetzung: Leopold I. von Gottes Gnaden allzeit erhabener römischer Kaiser, deutscher König, König von Ungarn und Böhmen – die Fortsetzung der Umschrift befindet sich auf der Rückseite.

### Rückseite
Die Rückseite zeigt den bekrönten und nimbierten Doppeladler mit Schwert und Zepter in den Fängen sowie Brustschild mit dem bekrönten vierfeldigen Wappenschild und zweifeldigen Herzschild umgeben von der Kette des Ordens vom Goldenen Vlies. Das Münzzeichen KB für Kremnitz ist im Feld geteilt angeordnet. Das Prägejahr 1662 befindet sich in der Umschrift.
- Umschrift: ARCHIDVX۰AVS(tria)۰DVX۰BVR(gundiae)۰MAR(cio)۰MOR(aviae)۰CO(mites)۰TY(rolis)۰1662
- Übersetzung: Erzherzog von Österreich, Herzog von Burgund, Markgraf von Mähren, Grafen von Tirol.

## Geschichte

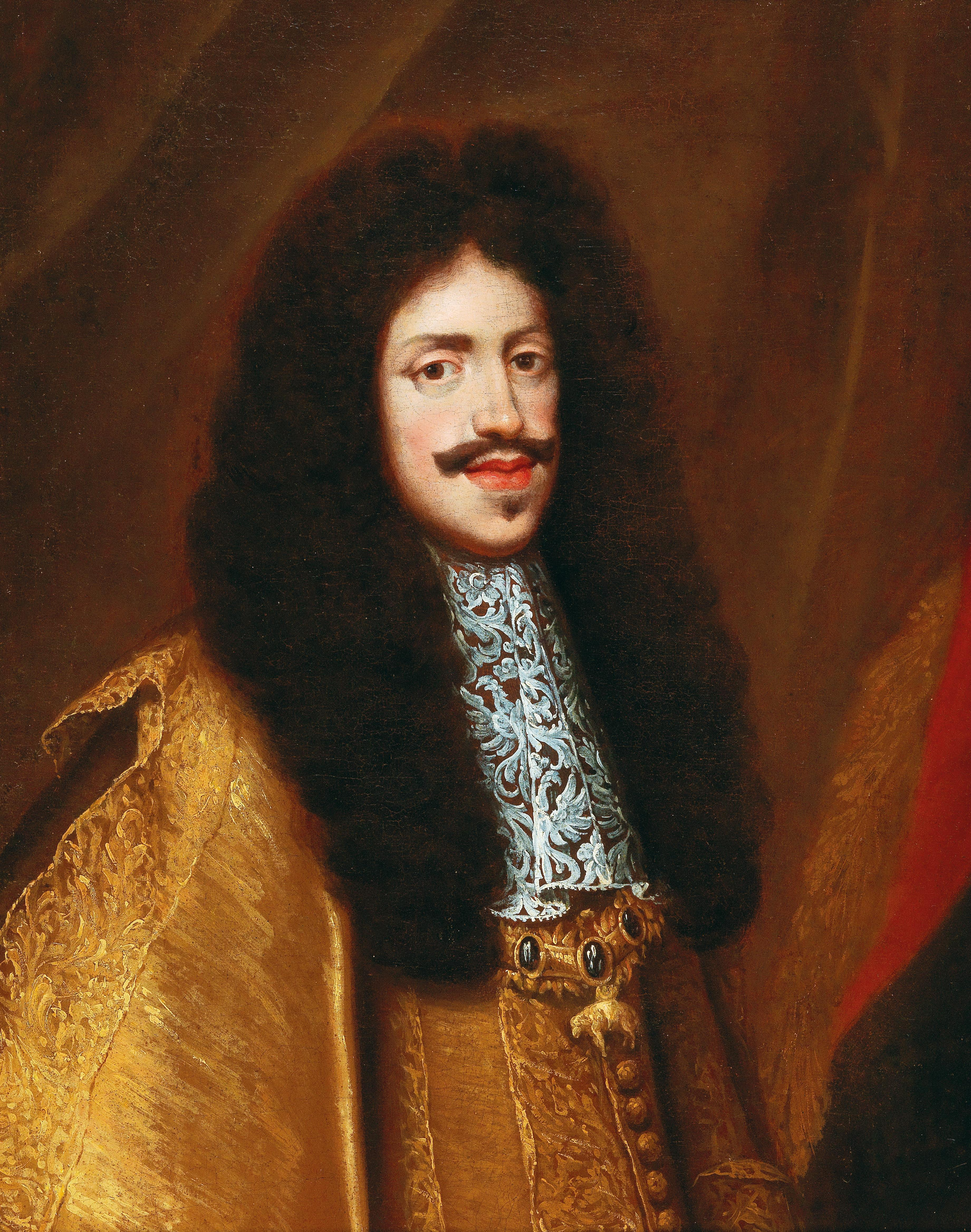
Porträt Kaiser Leopolds I. von Benjamin von Block

Der plötzliche Tod seines Bruders Ferdinand IV. (1653–1654) machte Leopold, der eigentlich die geistliche Laufbahn einschlagen sollte, im Jahr 1654 zum alleinigen Erben des östlichen habsburgischen Erblandes. Im Jahr 1655 wurde er in Ungarn und 1656 in Böhmen gekrönt. Nach dem Tod seines Vaters Ferdinand III. (1637–1657) im Jahr 1657 wurde er nach seiner Wahl zum römisch-deutschen König römisch-deutscher Kaiser.
Die persönliche Bescheidenheit und die kleine Gestalt des Kaisers Leopold I. konnten seinen Eindruck als Herrscher nicht mindern, „den die Maler durch Betonung der hässlichen Unterlippe, der gewaltigen Allongeperücke und der spanischen Tracht unterstrichen“. Weit stärker brachte der Stempelschneider des Banderolentalers, der nur 1662 und 1663 in Kremnitz geprägt wurde, das ungewöhnliche Bild Leopolds zum Ausdruck.
Die als Habsburger Unterlippe bezeichnete ausgeprägte vererbte Überentwicklung des Unterkiefers (Progenie), die bei den Habsburgern der Frühen Neuzeit verbreitet war, ist in aller Deutlichkeit im Münzbild des Banderolentalers zu sehen. Auf den anderen Talern Leopolds I. ist diese Erscheinung nicht so deutlich dargestellt, was allerdings daran liegen mag, dass der Banderolentaler ein „breiter Taler“ ist und ein anderes Motiv für die Gravur übertragen wurde. Der Stempelschneider hatte auf Grund des größeren Schrötlings bessere Möglichkeiten für eine detaillierte und deutliche Darstellung des Brustbilds im Münzfeld.
Leopold suchte, wie in dieser Zeit mehrere andere Herrscher, seine Finanzlage durch Goldmacherei zu verbessern, obwohl bereits bei Kaiser Rudolf II. (1576–1612) trotz besonders großer Unternehmungen – er ließ sogar Alchemistentaler prägen – der Erfolg ausblieb.
Leopolds lange Regierungszeit bedeutete eine Verfestigung der kaiserlichen Position im Reich – „der kleine hässliche Mann wurde zum Symbol des Ringens mit Franzosen und Türken.“ Mit ihm sind der Wiederaufstieg des Hauses Habsburg im Heiligen Römischen Reich, die Abwehr des französischen Drucks und die Expansion Österreichs in den Südosten verbunden. Leopold hat die Grundlagen für den Aufstieg der Habsburger zur europäischen Großmacht gelegt.

### Provenienz
Dieses Objekt, der sehr seltene sogenannte Banderolentaler Kaiser Leopolds I. von 1662, ist Teil der Sammlung des Malers und Heimatforschers Ignaz Spöttl. Im Jahr 1892 ist dieser Taler aus seinem Nachlass an das Wien Museum gekommen.